# Encephalartos whitelockii
Encephalartos whitelockii är en kärlväxtart som beskrevs av P.J.H. Hurter. Encephalartos whitelockii ingår i släktet Encephalartos och familjen Zamiaceae. IUCN kategoriserar arten globalt som akut hotad. Inga underarter finns listade i Catalogue of Life.